# Dundaia nitens
Dundaia nitens är en skalbaggsart som beskrevs av Holzschuh 1993. Dundaia nitens ingår i släktet Dundaia och familjen långhorningar. Inga underarter finns listade i Catalogue of Life.